# Роял-бафокенг (стадион)
Роял Бафокенг Стэдиум (англ. Royal Bafokeng Stadium) — универсальный стадион в городе Пхокенге, пригороде Рюстенбурга, ЮАР, вместимостью 38 000 зрителей. Предназначен для проведения соревнований по регби, футболу и лёгкой атлетике. Стадион назван в честь местного народа бафокенг. Расположен в 12 километрах от центра Рюстенбурга, в 25 минутах езды от Сан Сити, в 30 минутах езды от Пилансберга и в 1,5 часах езды от Йоханнесбурга.

## История
Изначально предполагался как арена для Кубка мира по регби 1995 года. Открыт только в 1999 году.
После постройки использовался в большей степени для проведения футбольных матчей. Сборная ЮАР по футболу в 2001 году проводила на «Роял Бафокенг» отборочный матч к чемпионату мира против сборной Буркина-Фасо, в котором одержала победу со счётом 2:1. На арене неоднократно проводились игры Южноафриканской футбольной премьер-лиги, несмотря на то, что в Рюстенбурге нет собственной команды.
Зимой 2013 года на стадионе прошло 7 матчей Кубка африканских наций 2013 года.

## Реконструкция
Стадион был выбран для проведения матчей чемпионата мира 2010: 4 встреч первого (группового) раунда и 2 матчей второго раунда. В ходе реконструкции, законченной в марте 2009 года вместимость арены увеличена с 38 000 до 42 000 мест. Расширена западная трибуна (добавлены несколько новых рядов зрительских мест на втором ярусе, установлена крыша), что обошлось в $45 000 000, а также установлены новые электронный табло и обновлена система освещения. В результате стадион готов к проведению 4 игр Кубка конфедераций 2009. На стадионе также состоялось семь матчей в рамках Кубка африканских наций 2013.

### Кубок конфедераций 2009
| Дата         | Время (UTC+2) | Команда #1     | Счет | Команда #2     | Раунд             | Зрителей |
| ------------ | ------------- | -------------- | ---- | -------------- | ----------------- | -------- |
| 14 июня 2009 | 20:30         | Новая Зеландия | 0:5  | Испания        | Группа A          | 21,649   |
| 17 июня 2009 | 20:30         | ЮАР            | 2:0  | Новая Зеландия | Группа A          | 36,598   |
| 21 июня 2009 | 20:30         | Египет         | 0:3  | США            | Группа B          | 23,140   |
| 28 июня 2009 | 15:00         | Испания        | 3:2  | ЮАР            | Матч за 3-е место | 31,788   |

### Чемпионат мира по футболу 2010
| Дата         | Время (UTC+2) | Команда #1     | Счет | Команда #2 | Раунд      | Зрителей |
| ------------ | ------------- | -------------- | ---- | ---------- | ---------- | -------- |
| 12 июня 2010 | 20:30         | Англия         | 1:1  | США        | Группа D   | 38,646   |
| 15 июня 2010 | 13:00         | Новая Зеландия | 1:1  | Словакия   | Группа F   | 23,871   |
| 19 июня 2010 | 16:00         | Гана           | 1:1  | Австралия  | Группа D   | 34,812   |
| 22 июня 2010 | 16:00         | Мексика        | 0:1  | Уругвай    | Группа A   | 33,425   |
| 24 июня 2010 | 20:30         | Дания          | 1:3  | Япония     | Группа E   | 27,967   |
| 26 июня 2010 | 20:30         | США            | 1:2  | Гана       | 1/8 финала | 34,976   |

### Кубок африканских наций 2013
| Дата           | Время (UTC+2) | Команда #1  | Счет | Команда #2  | Раунд         | Зрителей |
| -------------- | ------------- | ----------- | ---- | ----------- | ------------- | -------- |
| 22 января 2013 | 17:00         | Кот-д’Ивуар | 2:1  | Того        | Группа D      | 2,000    |
| 22 января 2013 | 20:00         | Тунис       | 1:0  | Алжир       | Группа D      | 8,000    |
| 26 января 2013 | 17:00         | Кот-д’Ивуар | 3:0  | Тунис       | Группа D      | 20,000   |
| 26 января 2013 | 20:00         | Алжир       | 0:2  | Того        | Группа D      | 35,000   |
| 29 января 2013 | 20:00         | Эфиопия     | 0:2  | Нигерия     | Группа C      | 15,000   |
| 30 января 2013 | 20:00         | Алжир       | 2:2  | Кот-д’Ивуар | Группа D      | 5,000    |
| 3 февраля 2013 | 17:00         | Кот-д’Ивуар | 1:2  | Нигерия     | Четвертьфинал | 25,000   |